# Pietersplas
De Pietersplas is de grootste grindplas in Zuid-Limburg even ten noorden van Oost-Maarland, aan de Maas. De plas en de omliggende gebieden van in totaal 114 hectare, gelegen op de grens van de gemeenten Maastricht en Eijsden-Margraten, worden beheerd door stichting Het Limburgs Landschap.
Aan de zuidkant grenst het gebied aan de Eijsder Beemden en aan de noordkant aan de Kleine Weerd, eveneens natuurgebieden beheerd door dezelfde stichting. Het landschap rond de Pietersplas bestaat voornamelijk uit een parkachtig landschap dat in de zomer actief wordt gebruikt voor recreatie en in de winter een rustig gebied is waar vele watervogels verblijven. Door het gebied stroomt de Zeepbeek, een door mensenhanden aangelegde beek. Verder leeft in het gebied een kudde verwilderde paarden die door begrazing ervoor dienen te zorgen dat de begroeiing open blijft. Het hele gebied is vrij toegankelijk voor bezoekers.

## Recreatie
- Ten noorden van de Pietersplas ligt de "jachthaven Pietersplas" in een kleinere grindplas.
- Aan de rand van het natuurgebied ligt hotel-restaurant en huwelijkslocatie Kasteel Hoogenweerth.
- Op de landtong tussen de Pietersplas en de Maas ligt het naaktstrand van naturistenvereniging "De Maasplassen".
- Door het natuurgebied loopt het Krijtlandpad.